# Skjoldborg Sogn
Skjoldborg Sogn er et sogn i Thisted Provsti (Aalborg Stift).
I 1800-tallet var Kallerup Sogn anneks til Skjoldborg Sogn. Begge sogne hørte til Hundborg Herred i Thisted Amt. Skjoldborg-Kallerup sognekommune blev ved kommunalreformen i 1970 indlemmet i Thisted Kommune.
I Skjoldborg Sogn ligger Skjoldborg Kirke.
I sognet findes følgende autoriserede stednavne:
- Korshøj (areal)
- Møgelvang (bebyggelse, ejerlav)
- Nørre Skjoldborg (bebyggelse, ejerlav)
- Sønder Skjoldborg (bebyggelse, ejerlav)
- Vilsund Vest (bebyggelse)
- Ås (bebyggelse, ejerlav)